# Jim Reeves
James Travis "Jim" Reeves (20. kolovoza 1923. – 31. srpnja 1964.), američki country i pop pjevač, poznat kao začetnik tzv. Nashville zvuka.

## Diskografija
- Diskografija Jim Reevesa

## Zanimljivosti
- Postoji ulica James Travis Reeves u Carthage, Texsas SAD

## Vanjske poveznice
- Jim Reeves fotografije  Arhivirana inačica izvorne stranice od 9. ožujka 2012. (Wayback Machine)